# HSC Speedrunner III
HSC Speedrunner III är ett snabbgående, enskrovigt fartyg som opereras av Aegean Speed Lines mellan Pireaus, Siros, Tinos och Mykonos. Tidigare trafikerade hon för SuperSeaCat på rutten Helsingfors-Tallinn

## Tekniska data
- Byggd: 2000 av Fincantieri-Cant. Nav. Italiani S.p.A., Riva Trigoso, Italien
- Längd: 100 m.
- Bredd: 17 m.
- Djup: 2,6 m.
- Passagerare: 722
- Bilar: 150, 4 bussar
- Fart: 42 knop
- Hemmahamn: La Spezia
- Flagg: Italiensk
- Maskineri: Fyra Ruston 20RK270 dieslar

Systerfartyg: HSC Almudaina Dos, HSC SuperSeaCat Two, HSC SuperSeaCat Four